# Santa Cruz (Trieste)

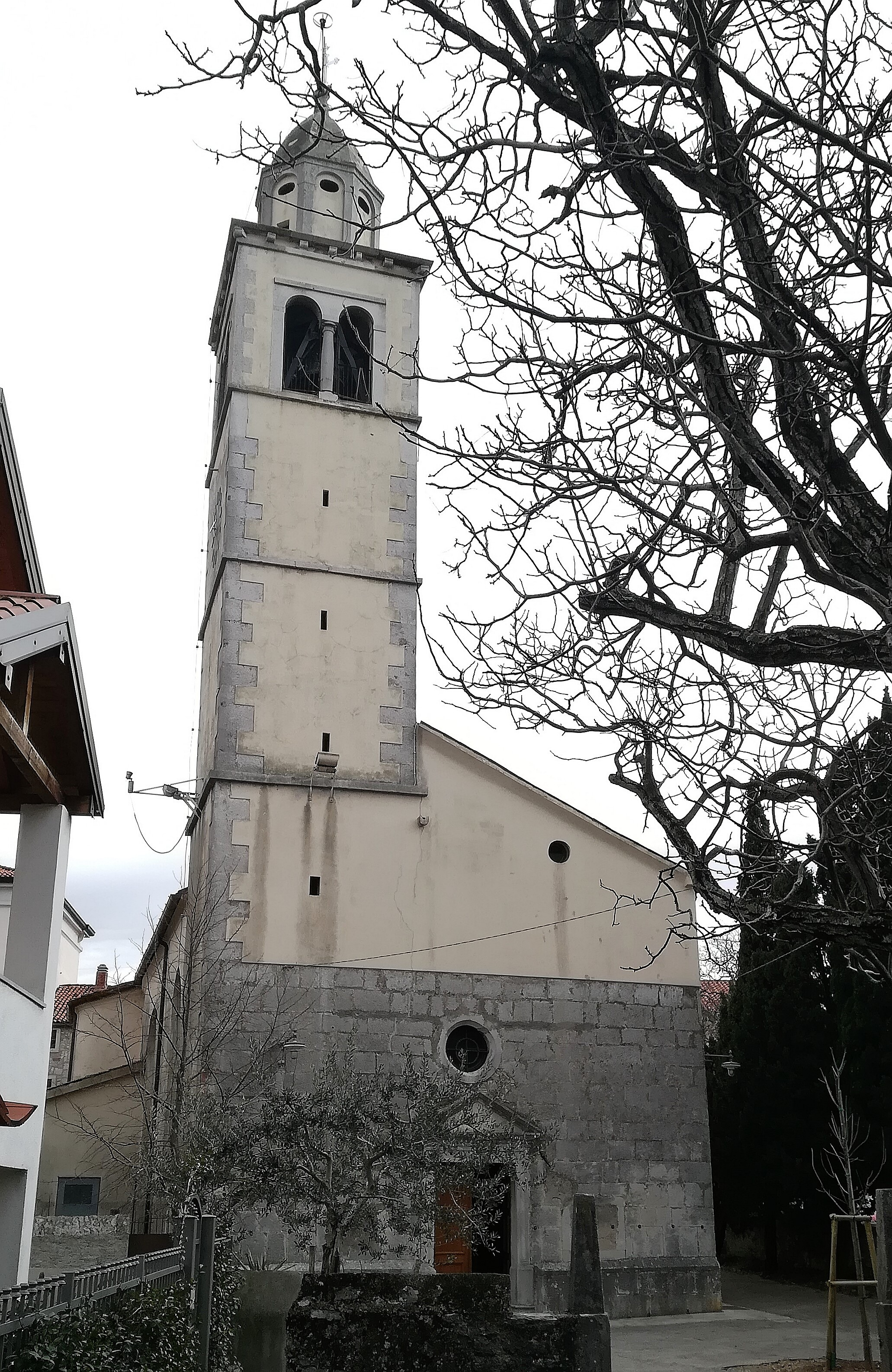

Santa Cruz (en italiano: Santa Croce, en esloveno: Križ) es una fracción geográfica de Trieste, de la provincia de Trieste, Friuli-Venecia Julia, Italia.
En cuanto a las actividades productivas, en el área se destacan el tratamiento del cuero y de pieles.

## Idioma
Históricamente, los habitantes de la Santa Cruz han sido parte de la comunidad de habla eslovena. De acuerdo con el último censo austro-húngaro de 1911, el 85,8% de la población era hablante nativos de esloveno.

## Clima
| Parámetros climáticos promedio de Santa Cruz, Trieste | Parámetros climáticos promedio de Santa Cruz, Trieste | Parámetros climáticos promedio de Santa Cruz, Trieste | Parámetros climáticos promedio de Santa Cruz, Trieste | Parámetros climáticos promedio de Santa Cruz, Trieste | Parámetros climáticos promedio de Santa Cruz, Trieste | Parámetros climáticos promedio de Santa Cruz, Trieste | Parámetros climáticos promedio de Santa Cruz, Trieste | Parámetros climáticos promedio de Santa Cruz, Trieste | Parámetros climáticos promedio de Santa Cruz, Trieste | Parámetros climáticos promedio de Santa Cruz, Trieste | Parámetros climáticos promedio de Santa Cruz, Trieste | Parámetros climáticos promedio de Santa Cruz, Trieste | Parámetros climáticos promedio de Santa Cruz, Trieste |
| Mes                                                   | Ene.                                                  | Feb.                                                  | Mar.                                                  | Abr.                                                  | May.                                                  | Jun.                                                  | Jul.                                                  | Ago.                                                  | Sep.                                                  | Oct.                                                  | Nov.                                                  | Dic.                                                  | Anual                                                 |
| ----------------------------------------------------- | ----------------------------------------------------- | ----------------------------------------------------- | ----------------------------------------------------- | ----------------------------------------------------- | ----------------------------------------------------- | ----------------------------------------------------- | ----------------------------------------------------- | ----------------------------------------------------- | ----------------------------------------------------- | ----------------------------------------------------- | ----------------------------------------------------- | ----------------------------------------------------- | ----------------------------------------------------- |
| Temp. máx. media (°C)                                 | 5                                                     | 10                                                    | 14                                                    | 19                                                    | 25                                                    | 28                                                    | 31                                                    | 29                                                    | 21                                                    | 16                                                    | 14                                                    | 8                                                     | 18.3                                                  |
| Temp. mín. media (°C)                                 | 3                                                     | 3                                                     | 4                                                     | 8                                                     | 12                                                    | 19                                                    | 23                                                    | 20                                                    | 16                                                    | 9                                                     | 8                                                     | 3                                                     | 10.7                                                  |
| Precipitación total (mm)                              | 212                                                   | 250                                                   | 142                                                   | 135                                                   | 168                                                   | 112                                                   | 114                                                   | 122                                                   | 189                                                   | 178                                                   | 312                                                   | 145                                                   | 2079                                                  |
| Fuente: NASA                                          |                                                       |                                                       |                                                       |                                                       |                                                       |                                                       |                                                       |                                                       |                                                       |                                                       |                                                       |                                                       |                                                       |